# Khang Ba Thập
Khang Ba Thập (tiếng Mông Cổ: ᠬᠢᠶ᠎ᠠ ᠪᠠᠭᠰᠢ; tiếng Trung: 康巴什; bính âm: Kāngbāshí), là một khu thuộc thành phố Ordos, Nội Mông, Trung Quốc. Khu này nằm về phía tây nam của khu đô thị Đông Thắng, trung tâm cũ của thành phố cấp địa khu Ordos. Khu có diện tích 352 km², khu vực đô thị hóa có diện tích 32 km², chia thành ba nhai đạo: Thanh Xuân Sơn, Cáp Ba Cách Hy, Tân Hà. Khang Ba Thập được mệnh danh là đô thị ma do không có nhiều cư dân chuyển đến cư trú.

## Hình ảnh

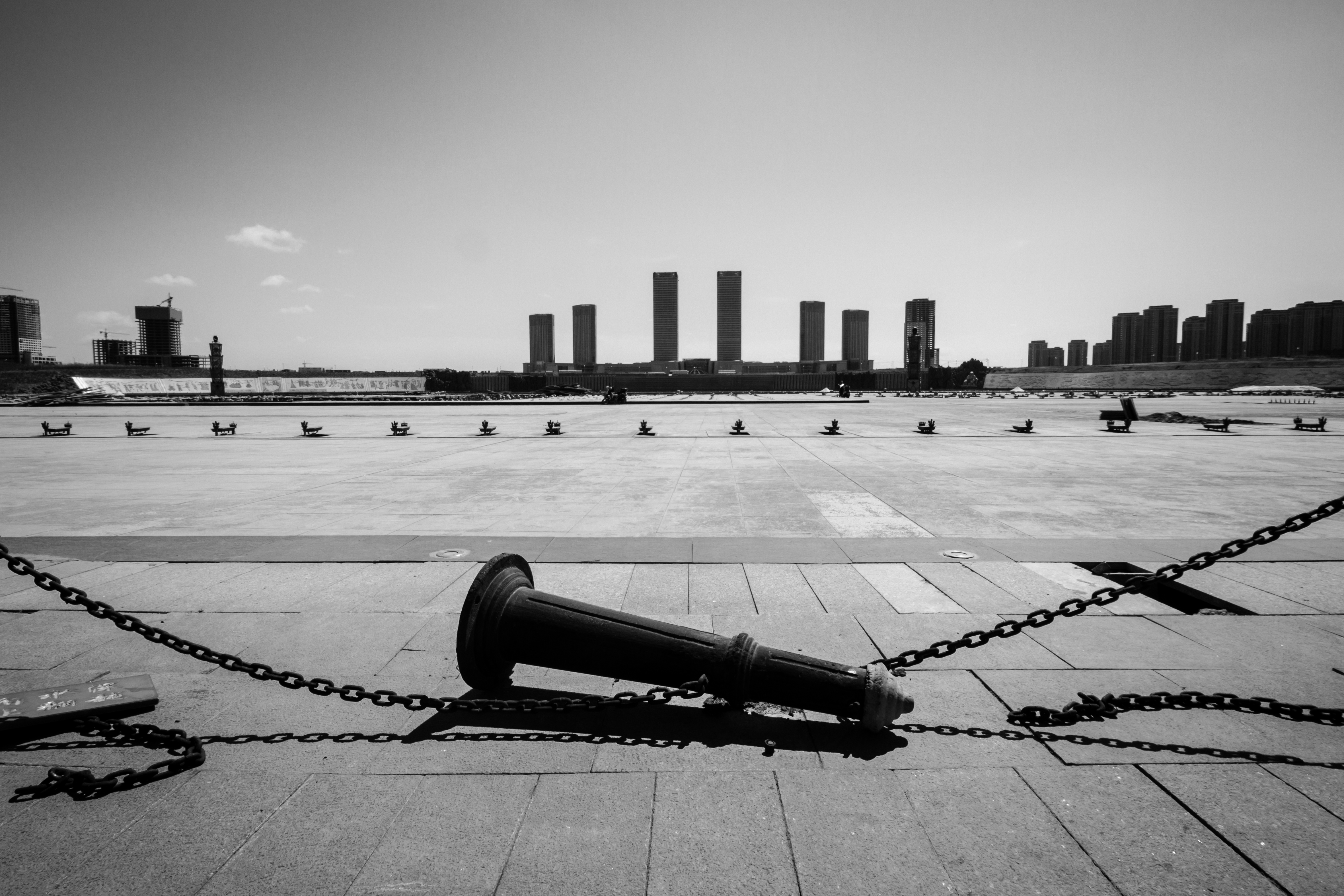
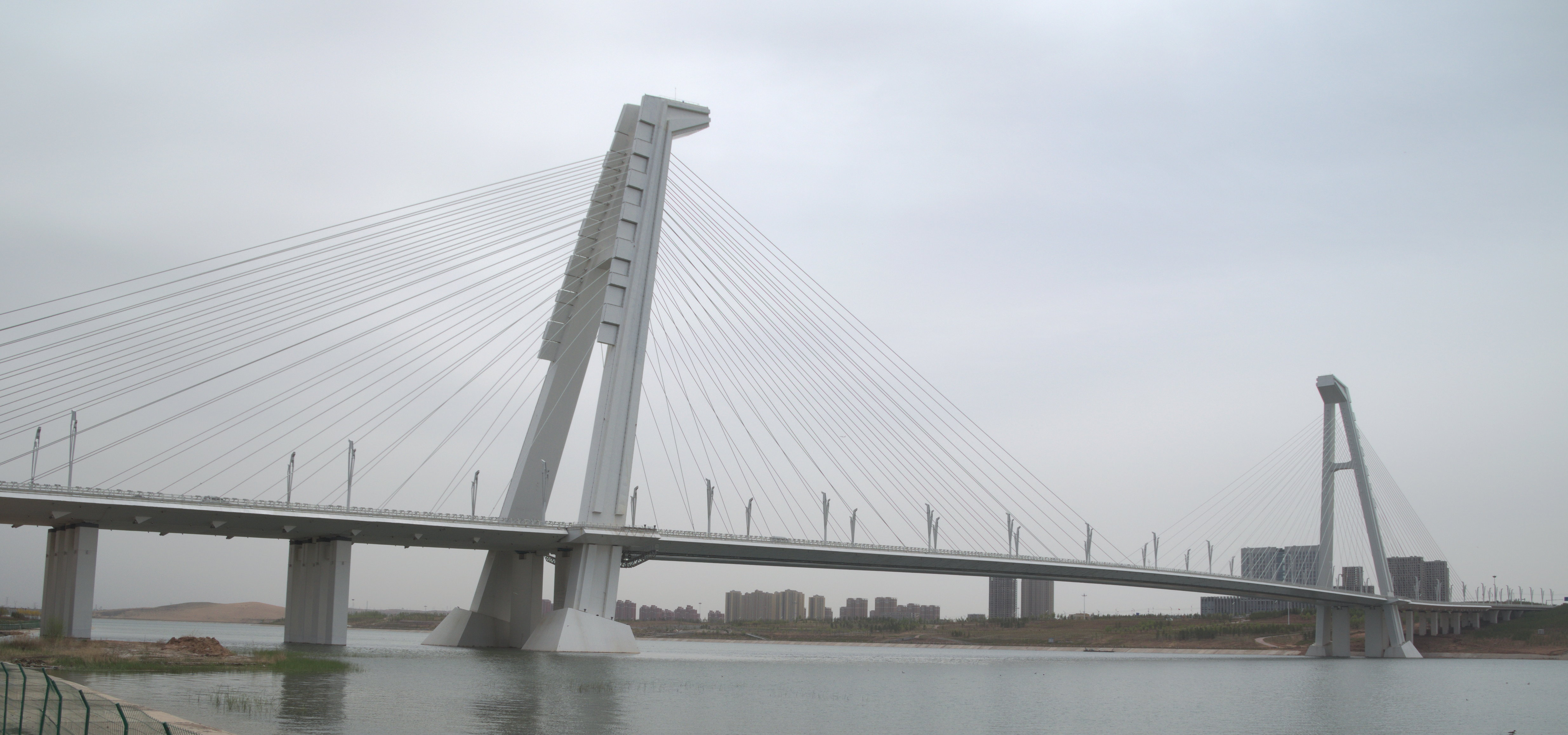
Cầu lớn Khang Ba Thập (康巴什大桥, Khang Ba Thập đại kiều)
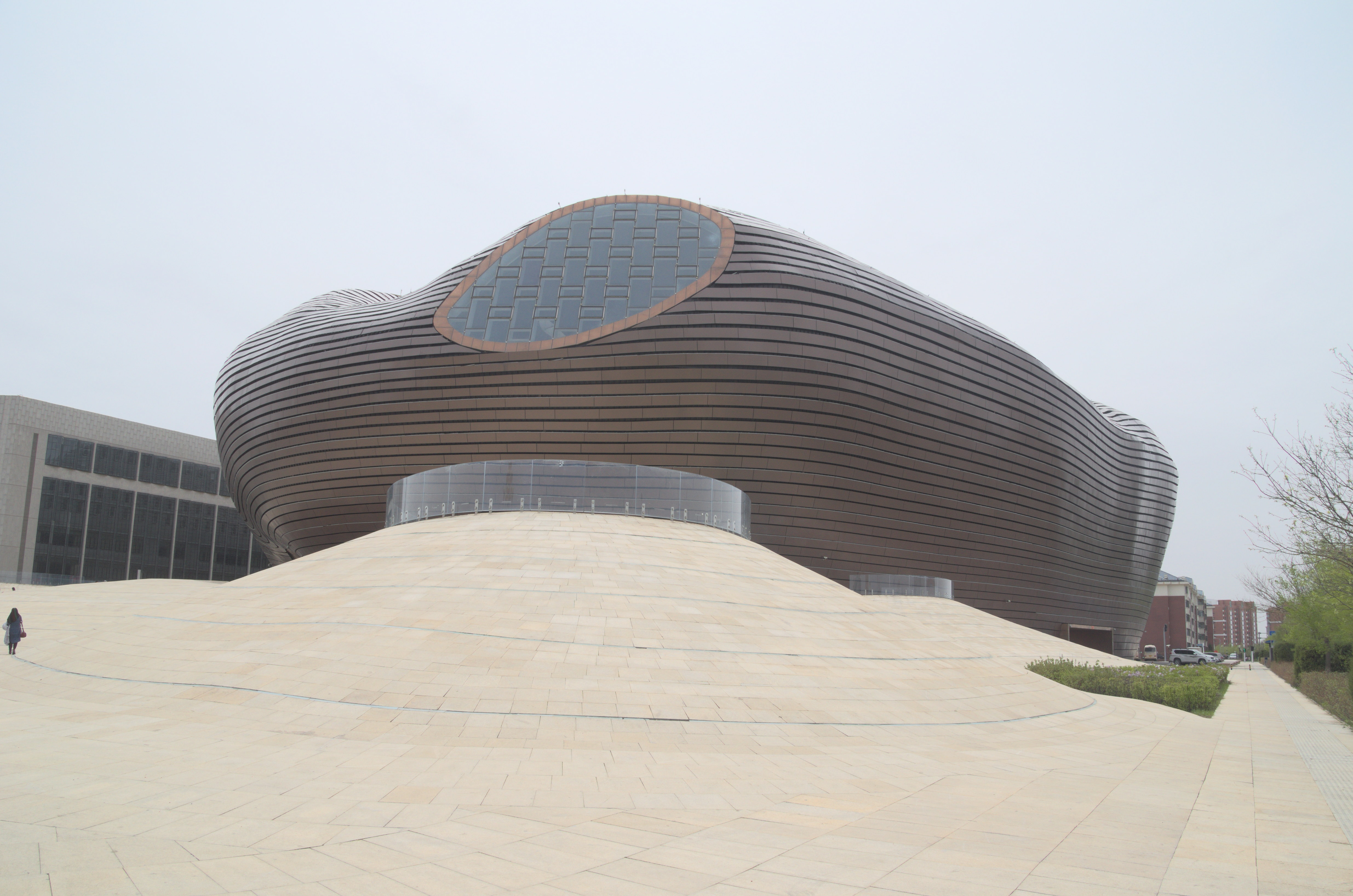
Bảo tàng Ordos
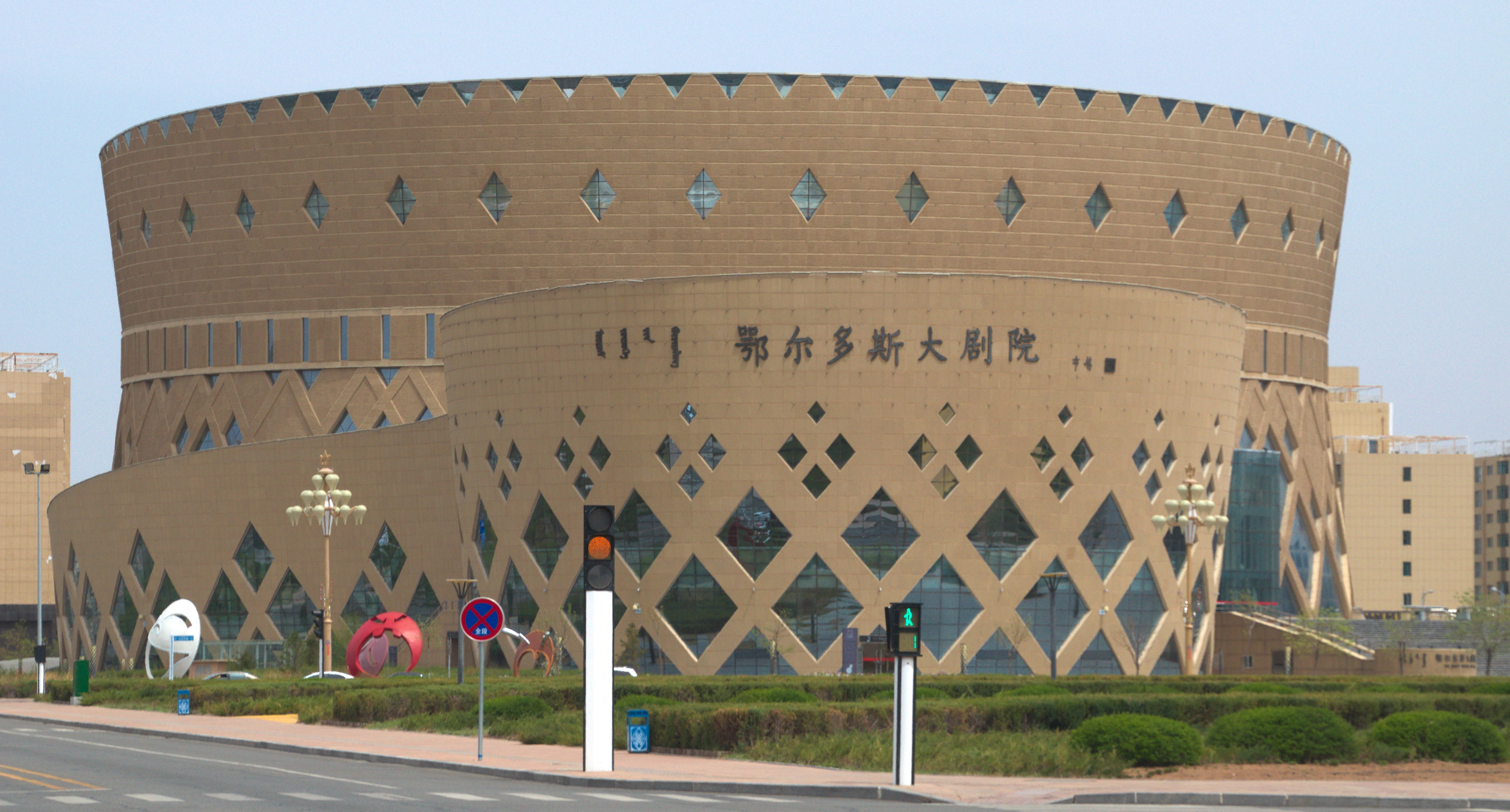
Nhà hát Ordos
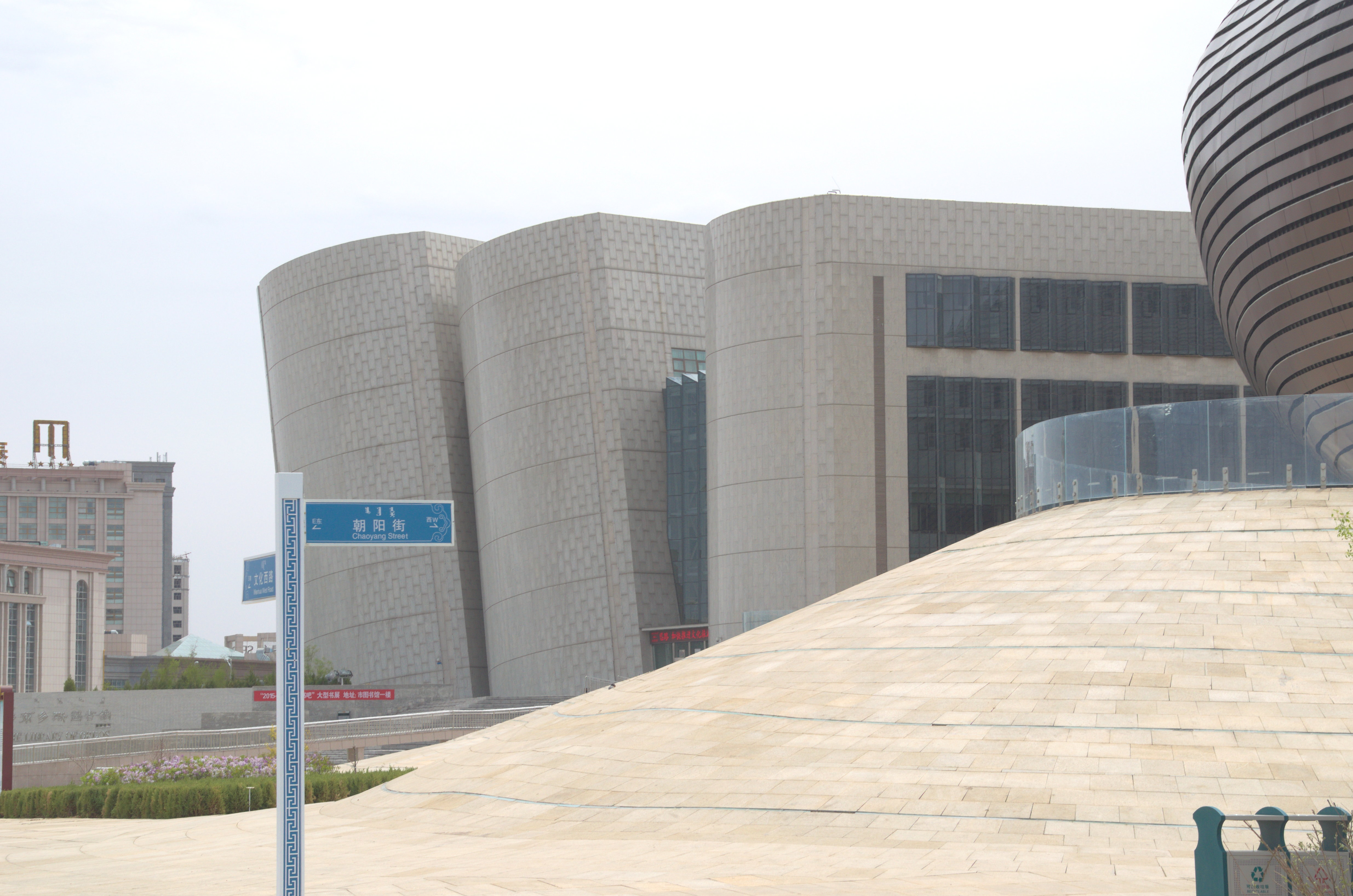
Thư viện Ordos